# Smackover
Smackover è una città degli Stati Uniti d'America situata nello Stato dell'Arkansas, nella Contea di Union.